# Hyalinobatrachium guairarepanense
Hyalinobatrachium guairarepanense är en groddjursart som beskrevs av J. Celsa Senaris 200. Hyalinobatrachium guairarepanense ingår i släktet Hyalinobatrachium och familjen glasgrodor. IUCN kategoriserar arten globalt som starkt hotad. Inga underarter finns listade i Catalogue of Life.